# Гібер фон Грейфенфельс Аполлон Адольфович
Аполлон Адольфович Гібер-фон-Грейфенфельс (31 травня 1887, Київ — ?) — військовий діяч, полковник, спортсмен часів Російської імперії народжений в Києві. Учасник Літніх Олімпійських ігор 1912 в Стокгольмі.
Народився в Києві 31 травня 1887 року. Закінчив Херсонське реальне училище.
Поступив у Тверське кавалерійське училище. Штабс-ротмістр, командир ескадрону 7-го драгунського полку.
В складі спортивної делегації Російської імперії брав участь в Олімпійських іграх 1912 року. Змагався в індивідуальному турнірі з фехтування на шаблі, дійшов до півфіналу, де зайняв 4 місце.
В командних змаганнях (Men's Sabre, Team) зайняв 9 місце.
Після Жовтневого перевороту — в білих військах Північного фронту. З 1919 емігрував до Англії.
Дружина Ольга Олександрівна (Шульц), діти: Микола, р. 1914, Володимир, р. 1916, Ірина, р. 1918 — у Житомирі.